# Дингл (залив)
Дингл (англ. Dingle Bay) — залив в Атлантическом океане у юго-западных берегов острова Ирландия. Залив ограничен полуостровами Дингл и Айверах, имеет длину около 40 км, а ширина варьируется от 20 до 3 км. Береговая линия — сильно изрезана бухтами, склоны часто круты и обрывисты, однако в некоторых местах имеются песчаные пляжи.
На берегу залива находится одноимённый город Дингл, а также несколько небольших рыбацких деревушек.
Здесь же обитает одна из самых известных достопримечательностей побережья, дикий дельфин Фанжи (или Фанги). Он ежедневно, с 1983 года приплывает к людям и провожает корабли. Особенностью дельфина является то, что его никто не прикармливал и не дрессировал, однако Фанги, ни разу не уплывал из этих вод. По легенде, в примерно то же самое время, когда Фанжи появился в заливе, неподалёку нашли тело самки дельфина, выброшенное на берег. Предполагается, что это была партнёрша Фанжи, из-за которой он и остался в заливе навсегда — чтобы быть рядом с любимой.
Уже более двух десятилетий местные жители используют дельфина для привлечения туристов. В городе находится памятник Фанжи, сувенирные лавки продают майки с его изображением, брелоки и фигурки, а многочисленные лодки и катера предлагают экскурсии для встречи с Фанжи.

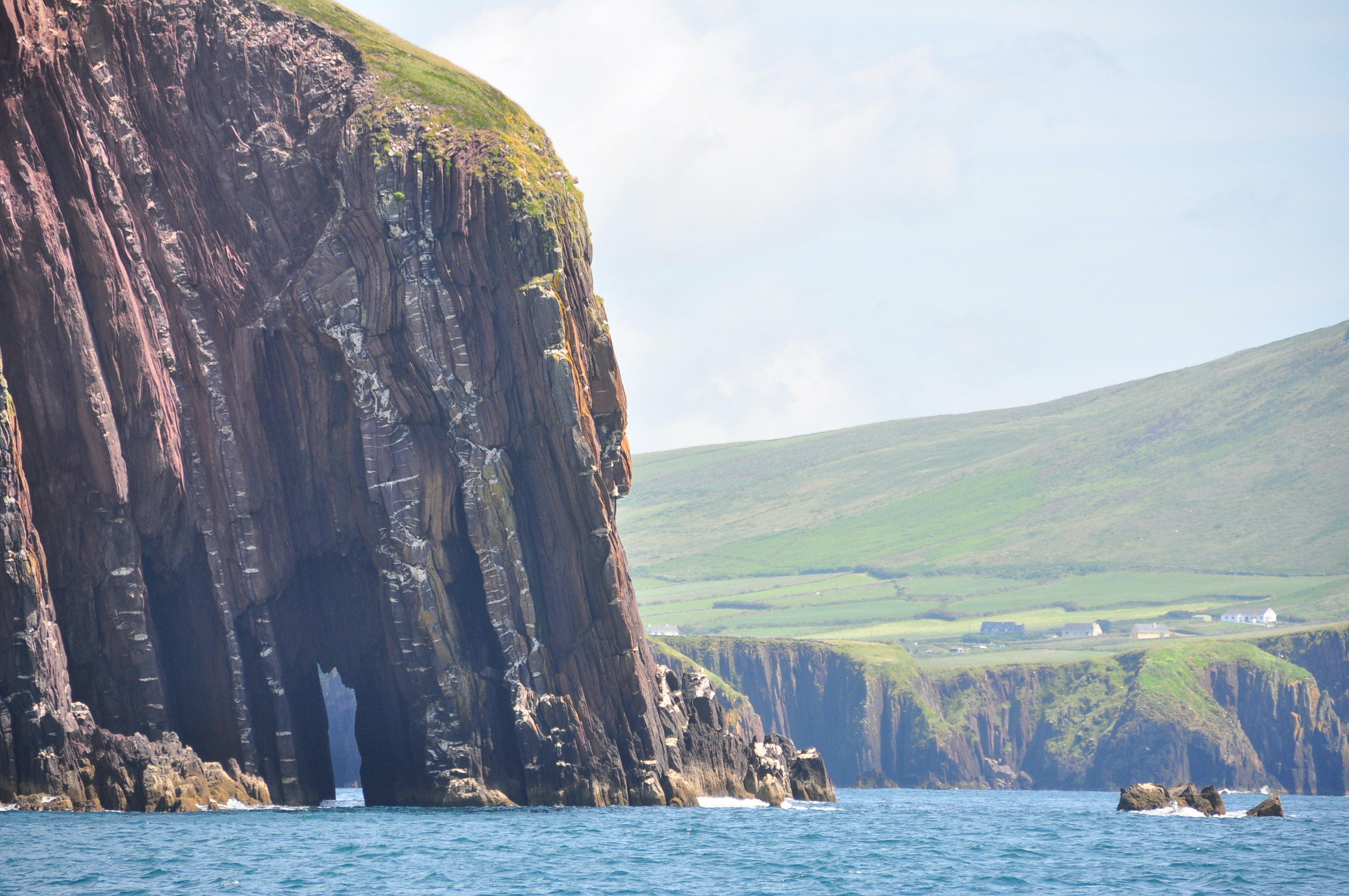
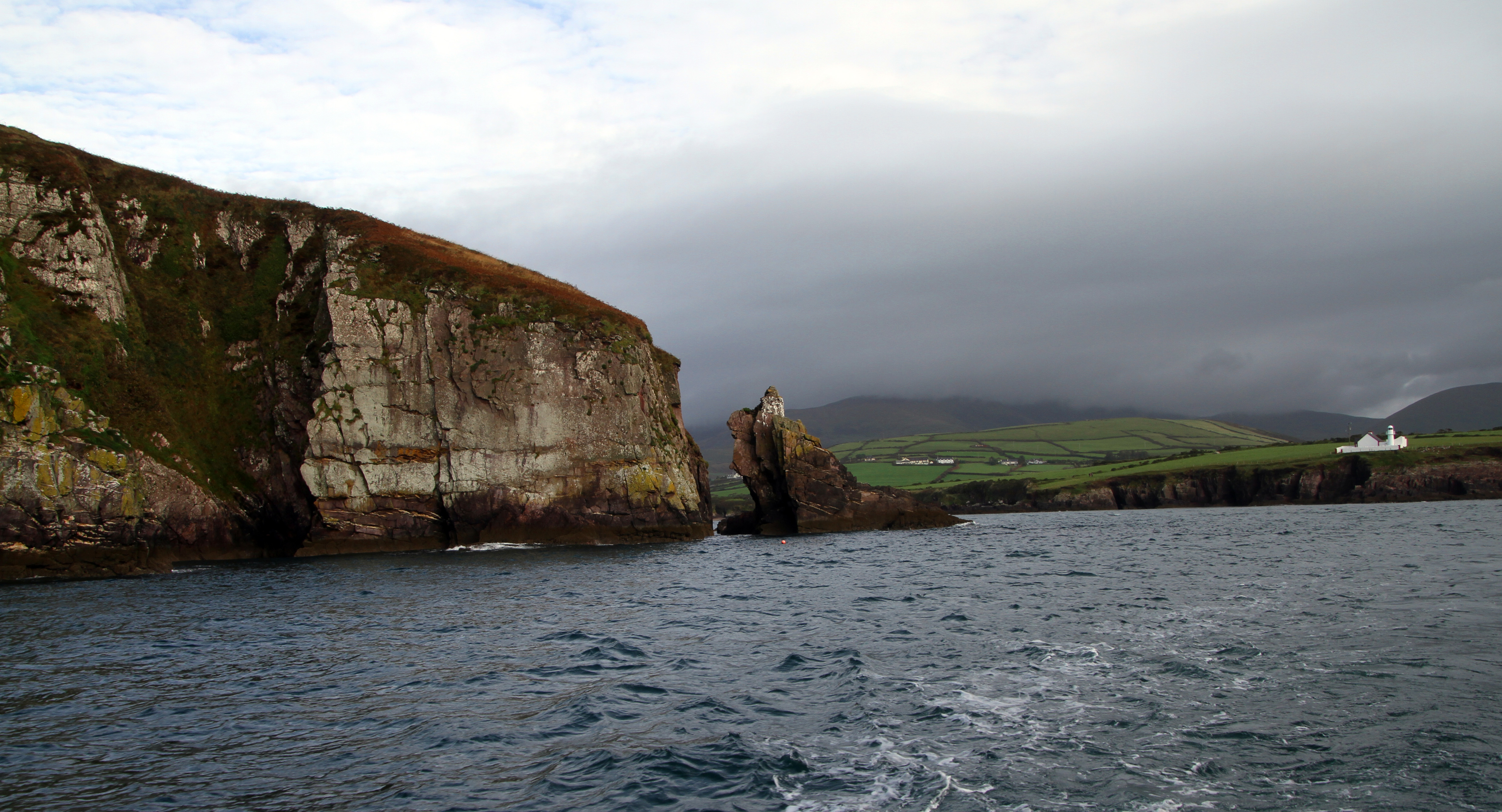
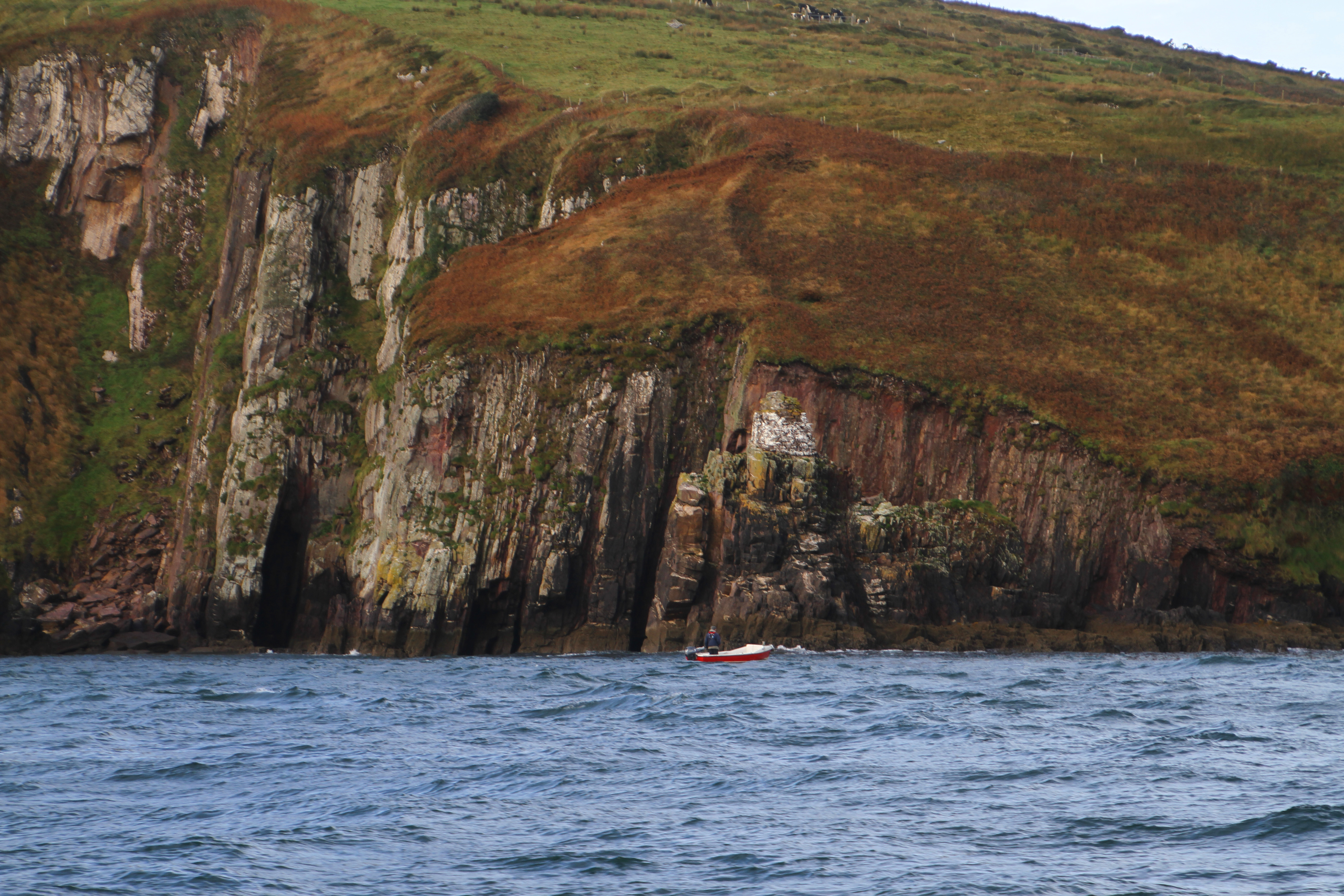
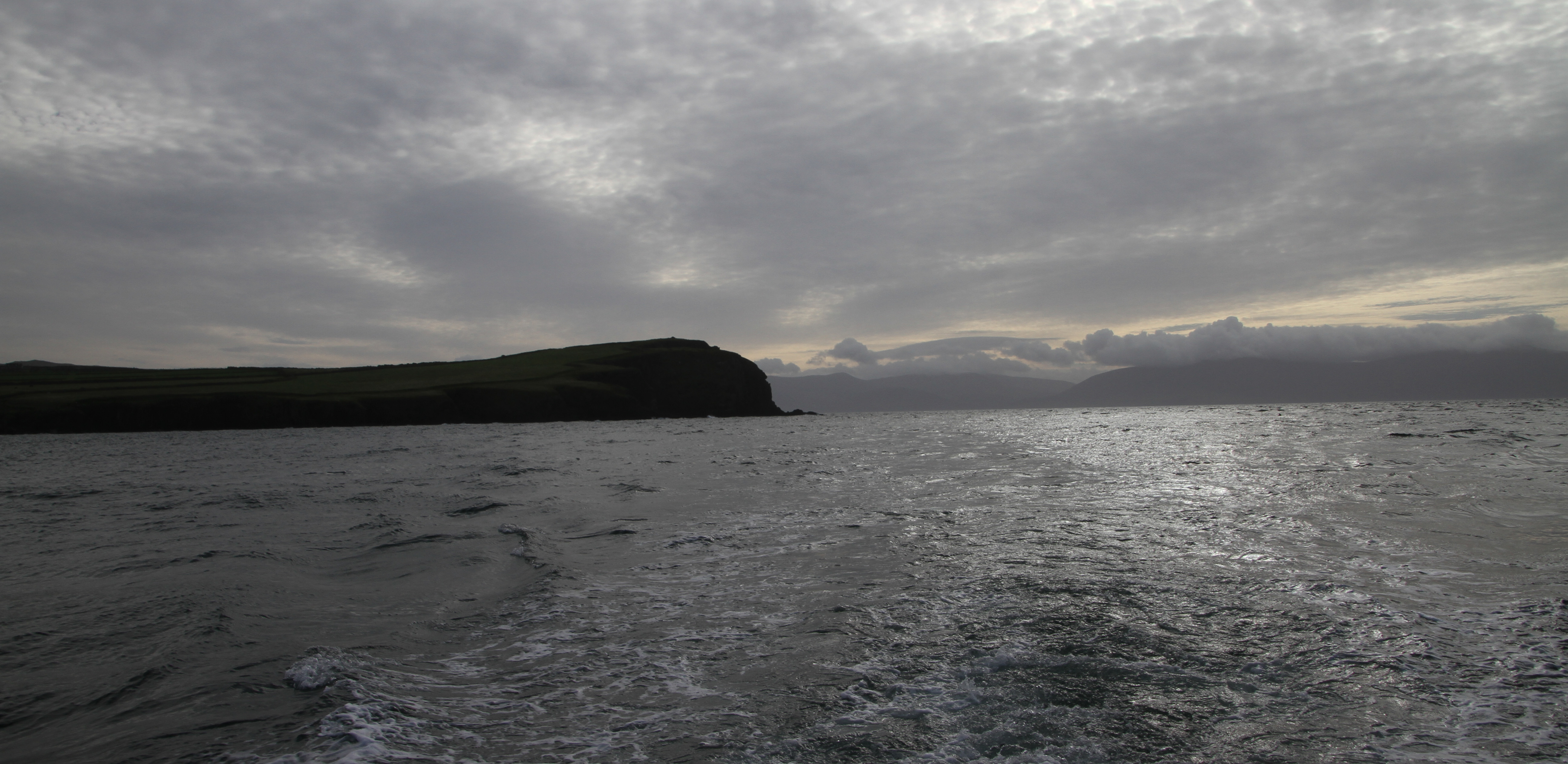
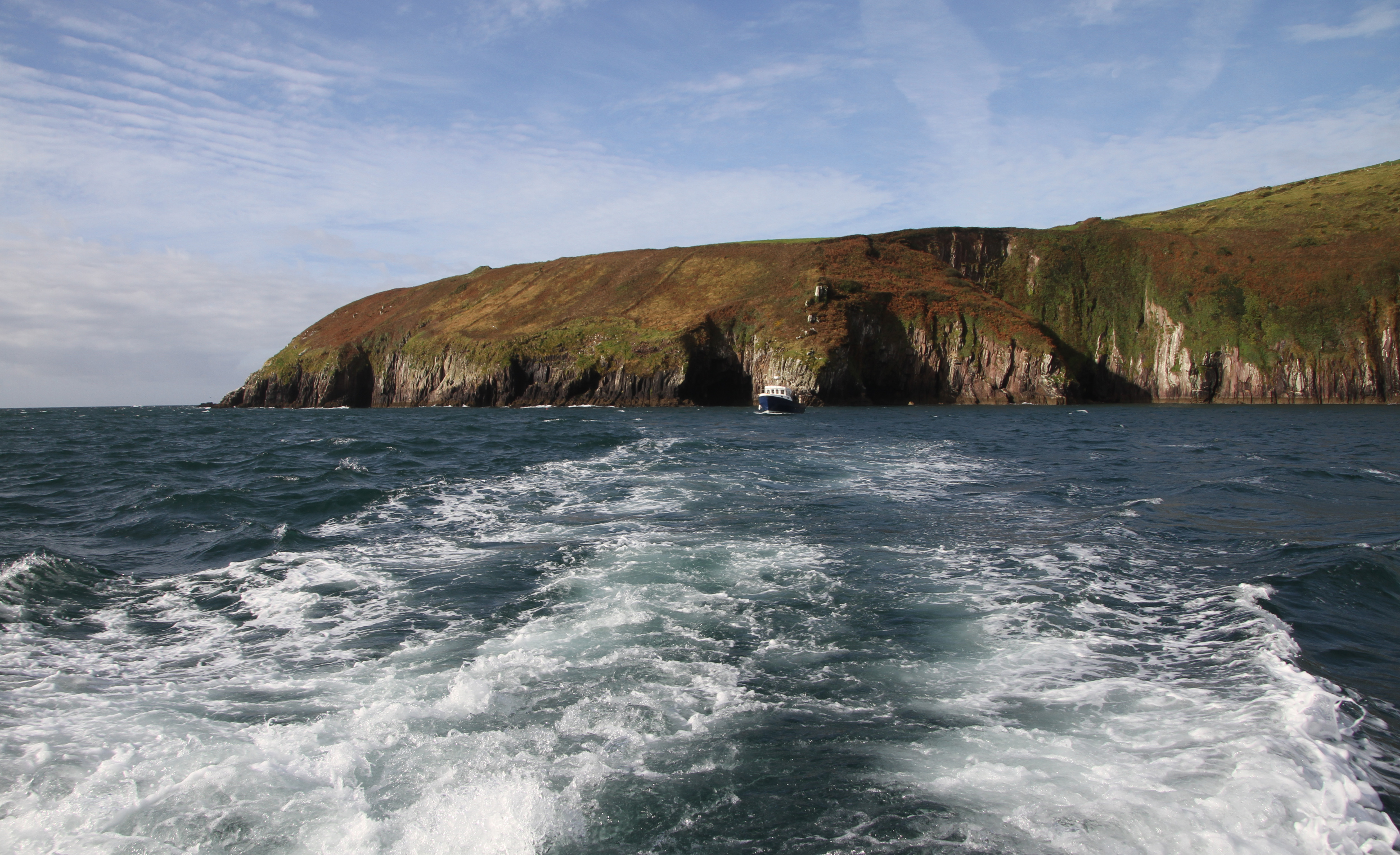